# 야치호촌 (니가타현 나카쿠비키군)
야치호촌(八千浦村)은 니가타현 나카쿠비키군에 있던 촌이다.

## 역사
- 1889년 4월 1일 - 정촌제 시행에 의해 나카쿠비키군 8개 촌의 구역을 확장해 야치호촌이 성립하였다.
- 1954년 6월 1일 - 나카쿠비키군 나오에쓰정에 편입, 당일 시로 승격해 나오에쓰시가 되었다.

## 참고문헌
- 『市町村名変遷辞典』東京堂出版、1990年